# Ейми Рийд
Ейми Рийд (на английски: Amy Ried, Amy Reid) е американска порнографска актриса и режисьор на порнографски филми.

## Ранен живот
Родена е на 15 април 1985 г. в град Франкфурт на Майн, Германия.
Учи две години в Калифорнийския държавен политехнически университет в Помона със специалност машиностроене.

## Кариера
Дебютира като актриса в порнографската индустрия през 2005 г. с участие във филма „Young Ripe Mellons 7“.
В началото на кариерата си се снима в секс сцени само с момичета.
През 2006 г. прави първата си сцена с анален секс във филма „Weapons of Ass Destruction 5“.
През октомври 2007 г. става първата изпълнителка с договор с компанията „Third Degree Films“. От тази компания твърдят, че това е дългосрочна сделка, но само след няколко месеца договорът е прекратен и Рийд става свободен агент. На 5 октомври 2009 г. тя подписва ексклузивен договор с „New Sensations/Digital Sin“ и става рекламно лице на тази компания.

## Награди и номинации
Носителка на награди
- 2007: AVN награда за най-добра сцена с анален секс – „Breakin' 'Em in 9“ (с Винс Войор).[10]
- 2007: AVN награда за най-добро закачливо изпълнение – „Моята играчка: Ейми Рийд“.[10][11]
- 2007: F.A.M.E. награда за любима жена новобранец.[12]
- 2008: Adam Film World награда за договорна звезда на годината.[13]
- 2010: AVN награда за най-добра секс сцена с двойка – „30 Рок: XXX пародия“ (с Ралф Лонг).[10]

Номинации
- 2006: Номинация за CAVR награда за звезда на годината.[14]
- 2007: Номинация за AVN награда за най-добра нова звезда.[15]
- 2007: Финалистка за F.A.M.E. награда за любими гърди.[16]
- 2008: Номинация за AVN награда за изпълнителка на годината.[10]
- 2008: Номинация за AEBN VOD награда за изпълнител на годината.[17]
- 2009: Финалистка за F.A.M.E. награда за любима анална звезда.[18]
- 2009: Номинация за F.A.M.E. награда за любима жена звезда.[18]
- 2010: Финалистка за F.A.M.E. награда за любими гърди.[19]
- 2010: Номинация за F.A.M.E. награда за най-горещо тяло.[19]
- 2010: Номинация за F.A.M.E. награда за любима анална звезда.[19]

Други признания и отличия
- Twistys момиче на месеца – август 2006 г.[20]